# Nita Ambani
Nita Mukesh Ambani (nata  Dalal) (Mumbai, 1º novembre 1963) è un'imprenditrice indiana, filantropa, è presidente e fondatrice della Reliance Foundation, della Dhirubhai Ambani International School e direttrice di Reliance Industries. Nel 2023 ha lanciato il Centro culturale Nita Mukesh Ambani a Mumbai. È sposata con il presidente e amministratore delegato di Reliance Industries Mukesh Ambani. Con un patrimonio familiare stimato in oltre 83,4 miliardi di dollari (febbraio 2023), gli Ambani sono tra i più ricchi del mondo. È anche una collezionista d'arte e proprietaria della squadra di cricket della Premier League indiana Mumbai Indians.
Nel 2016, è stata inserita nell'elenco dei "cinquanta alti e potenti indiani" da India Today e nella lista delle "donne imprenditoriali più influenti in Asia" da Forbes. È stata la prima donna indiana a diventare membro del Comitato Olimpico Internazionale (CIO).
Nita Ambani è la co-presidente della Mumbai Academy of the Moving Image.

## Biografia
Nita Ambani (nata Dalal) è nata a Mumbai nel novembre 1963 in una famiglia gujarati della classe media da Ravindrabhai Dalal e Purnima Dalal. Si è laureata in Commercio presso il Narsee Monjee College of Commerce and Economics, ha iniziato a ballare Bharatnatyam fin dalla tenera età diventando una ballerina professionista di questo ballo.

## Carriera
Nel 2010 Nita Mukesh Ambani è la fondatrice e presidente della Reliance Foundation, il braccio di responsabilità sociale delle imprese di Reliance Industries. Nel 2014 è stata eletta nel consiglio di Reliance Industries. 

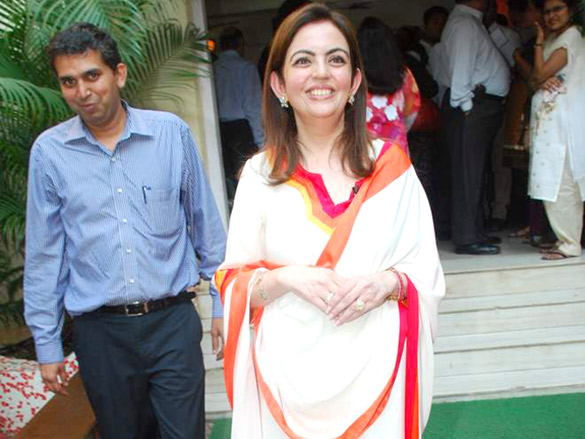
Nita Dalal durante il lancio in India del primo giornale Braille registrato in Hindi, Reliance Foundation Drishti

### Progetto municipale di Jamnagar
Nel 1997, Nita Ambani è stata coinvolta nel progetto di costruzione di una borgata aziendale per i dipendenti della raffineria di Reliance a Jamnagar. Il progetto prevedeva la creazione di una colonia alberata e rispettosa dell'ambiente per ospitare più di 17.000 residenti. Oggi, il complesso di Jamnagar ha un frutteto con quasi 100.000 alberi di mango che ospita anche una varietà di uccelli.

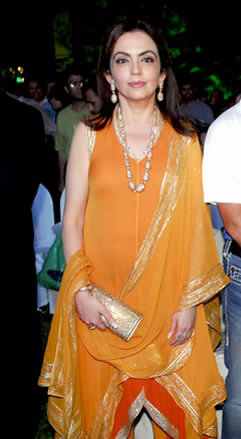
Dalal Ambani al Videocon- Festa degli indiani di Mumbai

### Indiani di Mumbai
Ambani è la comproprietaria della squadra di cricket della Premier League indiana (IPL), gli Indiani di Mumbai, che ha vinto il titolo nel 2013, 2015, 2017, 2019 e 2020. Ha guidato anche l'iniziativa la "Istruzione e sport per tutti" (ESA), che ha raggiunto oltre 100.000 bambini svantaggiati e ha creato consapevolezza per l'istruzione utilizzando vari media e piattaforme digitali.

### Dhirubhai Ambani International School
Ambani è la fondatrice della Dhirubhai Ambani International School che è stata classificata tra le migliori scuole in Risorse e servizi.

### Adesione al CIO
Il 4 giugno 2016, Ambani era tra gli otto candidati nominati per l'adesione al Comitato Olimpico Internazionale (CIO) dalla giuria con sede in Svizzera. L'elezione di questi nuovi membri si è tenuta durante la 129ª sessione del CIO nella prima settimana di agosto 2016. Ambani è stata eletta membro del CIO, ddiventando la prima donna indiana a farne parte.

### Jio World Center
Reliance Industries ha annunciato il 4 marzo 2022 l'apertura della prima fase del Jio World Center nel Bandra Kurla Complex di Mumbai.